# Phénacétine
La phénacétine est un analgésique retiré du marché en 1983 car néphrotoxique et probablement cancérigène. Elle est utilisée par les dealers pour couper la cocaïne.

## Histoire, usages
Elle a été synthétisée en 1878 par Harmon Northrop Morse et mise sur le marché par Bayer en 1887.
Elle a principalement été utilisée comme analgésique.
Elle a également été utilisée pour traiter la polyarthrite rhumatoïde, la névralgie intercostale persistante et certaines formes d'ataxie.
En 1983, la phénacétine a été retirée du marché, après que l'on a montré qu'elle pouvait causer ou aggraver des néphropathies.
Tout comme le lévamisole (un autre médicament toxique, qui a également été utilisé contre polyarthrite rhumatoïde), la phénacétine est un produit de plus en plus fréquemment détecté comme adultérant, utilisé pour couper la cocaïne par ses producteurs ou dealers.

## Description

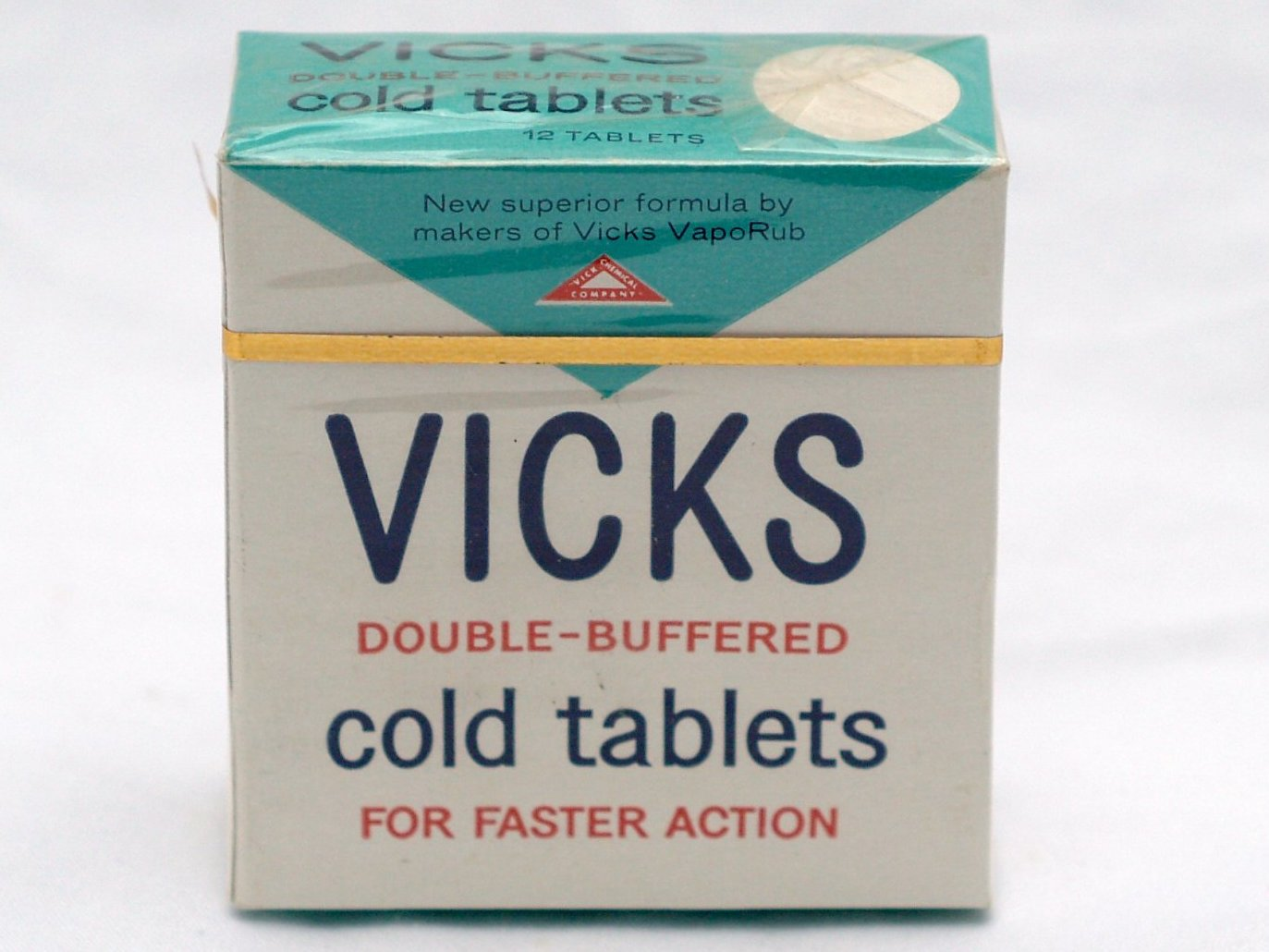
Produit anti-rhume, contenant du phénacétine, des années 1940-1950.

Son effet se fait sentir pour des doses comprises typiquement entre 300 mg et 500 mg par jour. 

## Principe thérapeutique
L'effet analgésique est dû à l'action de la phénacétine sur les zones sensorielles de la moelle épinière. 
De plus, la phénacétine a une action calmante sur le cœur où elle agit comme inotrope négatif. 
C'est également un antipyrétique qui agit sur le cerveau pour diminuer la température. 
Le paracétamol (qui est un métabolite de la phénacétine), possède des propriétés analgésiques et antipyrétiques similaires, mais sans ses effets secondaires.

## Toxicité, écotoxicité
Des études[réf. nécessaire] ont montré que la phénacétine est cancérogène chez l'animal.
Chez l'homme, de nombreux cas de cancer du rein et également vésical ont montré un lien avec la prise de produits contenant de la phénacétine[réf. nécessaire]. 
Une étude prospective[réf. nécessaire] a montré que la prise de phénacétine pourrait augmenter les risques de décès dus à des maladies des reins, à des cancers et à des maladies cardiovasculaires.